# Erdbeben von Athen 1999
Das Erdbeben von Athen 1999 ereignete sich am 7. September in der Nähe des Gebirges Parnitha in Griechenland mit einer Magnitude von 6,0 Mw und einer maximalen Intensität auf der Mercalliskala von IX (heftig). Die Nähe zum Stadtgebiet von Athen führte zu weitreichenden strukturellen Schäden, vor allem in den nahe gelegenen Vororten Ano Liossia, Acharnes, Fyli, Thrakomakedones, Kifisia, Metamorfosi, Kamatero und Nea Filadelfia. Mehr als 100 Gebäude, darunter drei große Fabriken, in diesen Gebieten stürzten ein und begruben zahlreiche Opfer unter ihren Trümmern, während Dutzende weitere schwer beschädigt wurden. Bei der tödlichsten Naturkatastrophe in Griechenland seit fast einem halben Jahrhundert kamen 143 Menschen ums Leben und bis zu 1.600 erlitten Verletzungen.

## Tektonik

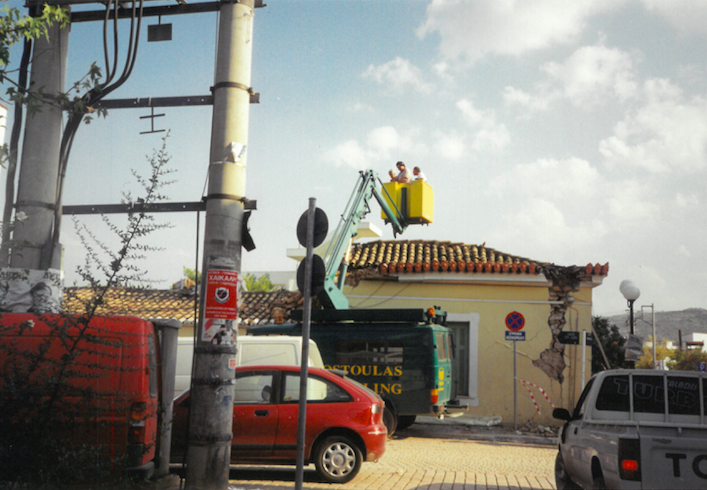
Ano Liosia

Griechenland ist ein seismisch aktives Land, das in einer komplexen Wechselwirkungszone zwischen der afrikanischen, eurasischen, ägäischen und anatolischen Platte liegt. Südgriechenland selbst befindet sich auf der Ägäischen Meeresplatte. Die Anatolische Platte bewegt sich mit einer Geschwindigkeit von 3 cm pro Jahr relativ zur Eurasischen Platte nach Südwesten auf die Ägäische Platte zu. Gleichzeitig subduziert die Afrikanische Platte mit einer Geschwindigkeit von 4 cm pro Jahr entlang der Griechischen Subduktionszone unter die Ägäische Platte.

## Schäden
Das Beben von 1999 war die verheerendste und kostspieligste Naturkatastrophe, die das Land seit fast zwanzig Jahren getroffen hat. Das letzte große Erdbeben bei Athen ereignete sich am 24. Februar 1981 in der Nähe der Alkyonides-Inseln im Golf von Korinth, etwa 87 km westlich der griechischen Hauptstadt.
Abgesehen von der Nähe des Epizentrums zum Großraum Athen wies dieses Beben auch ein sehr flaches Hypozentrum in Verbindung mit ungewöhnlich hohen Bodenbeschleunigungen auf. Unerwartet schwere Schäden entstanden auch in der Stadt Adames. Die Akropolis und die übrigen berühmten antiken Denkmäler der Stadt blieben von der Katastrophe entweder völlig unversehrt oder wurden nur leicht beschädigt. Entlang der Straße, die zu den Gipfeln des Parnitha führt, wurden ein Erdrutsch und mehrere Risse gemeldet. Leichte Schäden wurden auch an den Wasser- und Abwassernetzen in der Nähe des Epizentrums gemeldet.

## Rettungsmaßnahmen
Das Beben ereignete sich weniger als einen Monat nach einem Erdbeben in der Türkei, das ein viel größeres Ausmaß hatte. Diese Abfolge von Erdbeben und die gegenseitige Hilfe beider Länder gaben Anlass zu Gesprächen, was als „griechisch-türkische Erdbebendiplomatie“ bekannt wurde, in der Hoffnung auf einen Durchbruch in den bilateralen Beziehungen, die durch jahrzehntelange Feindseligkeit getrübt waren. Die Türkei erwiderte die von Griechenland unmittelbar nach dem Erdbeben vom 17. August geleistete Hilfe. Es wurde eine Sondereinheit gebildet, die sich aus dem Untersekretariat des Ministerpräsidenten, den türkischen Streitkräften, dem Außen- und dem Innenministerium zusammensetzte, und die griechische Botschaft in Ankara wurde kontaktiert. Die türkische Hilfe traf als erste in den betroffenen Gebieten ein, wobei das erste 20-köpfige Rettungsteam bereits 13 Stunden nach dem Erdbeben in Athen eintraf. In den griechischen Konsulaten und der Botschaft in der Türkei waren die Telefonleitungen stark beansprucht, weil türkische Bürger Blutspenden anboten.